# Dolomedes albineus
Dolomedes albineus är en spindelart som beskrevs av Nicholas Marcellus Hentz 1845. Dolomedes albineus ingår i släktet Dolomedes och familjen vårdnätsspindlar. Inga underarter finns listade i Catalogue of Life.